# Stephen McNeff
Stephen McNeff (Belfast, 1951) is een Brits componist en arrangeur.

## Levensloop
McNeff groeide op in Wales en studeerde muziek aan de Royal Academy of Music in Londen, waar hij gradueerde. Vervolgens studeerde hij aan de Universiteit van Exeter. Hij werkte in verschillende theaters in Groot-Brittannië en werd tweede directeur van het University of Manchester’s Contact Theatre. Daarna werd hij huiscomponist van het nieuw opgerichte ensemble voor het muziektheater aan het Banff Centre for Fine Arts in Alberta. Dan werd hij artistiek directeur van het Comus Music Theatre in Toronto.
Als componist oogstte hij twee belangrijke prijzen namelijk voor de opera The Secret Garden de "Mavor Moore Award" in Canada en na zijn terugkomst won hij tijdens het Edinburgh Festival voor zijn opera Aesop op een libretto van Charles Causley de "Scotsman Award". Voor zijn opera Tarka the Otter werd hem in 2007 de "British Composer Award" toegekend. Zijn reputatie als componist werd groter toen zijn werken bijvoorbeeld in de nieuw geopende Bridgewater Hall in Manchester uitgevoerd werden en bereikte een voorlopige hoogtepunt toen zijn The Wasteland als filmmuziek in de gelijknamige thriller van T.S. Eliot in 1994 gebruikt werd. Hij heeft voortdurende betrekkingen tot het bekende koperkwintet Canadian Brass, voor die hij een eigen kwintet componeerde en talrijke werken arrangeerde. Verder arrangeerde hij voor koperblazers van het Boston Symphony Orchestra alsook voor de New York Philharmonic Brass. Naast vele werken voor het muziektheater schreef hij ook talrijke werken voor blaasorkesten en blaasensembles. In 2005 werd hij benoemd tot huiscomponist van het Bournemouth Symphony Orchestra.

## Composities

### Werken voor orkest
- 2002 Beatrix Potter's Peter Rabbit & His Friends in the Orchestra: The Tale of Jemima Puddle-Duck, suite voor spreker en orkest - tekst: Adrian Mitchell
- 2002 Beatrix Potter's Peter Rabbit & His Friends in the Orchestra: The Tale of Peter Rabbit, suite voor spreker en orkest - tekst: Adrian Mitchell
- 2005 A Prospect of the Sea, voor orkest
- 2005 Beatrix Potter's Squirrel Nutkin & His Friends in the Orchestra: The Tale of Samuel Whiskers, voor spreker/mezzosopraan, gemengd koor en orkest - tekst: Adrian Mitchell
- 2005 Beatrix Potter's Squirrel Nutkin & His Friends in the Orchestra: The Tale of Squirrel Nutkin, suite voor spreker/mezzosopraan, gemengd koor en orkest - tekst: Adrian Mitchell
- 2005 Heiligenstadt, voor orkest
- 2005 Reeling, voor orkest
- 2005 Skating the Midnight River, voor orkest
- 2006 Secret Destinations, voor orkest
- 2006 The Song of the Gods - or the story of mistletoe, voor orkest
- 2007 A Beatrix Potter Overture, voor orkest
- 2007 Savage Amusements No. 1, voor orkest
- 2007 Sinfonia, voor orkest
- 2008 Hubworld Overture, voor orkest
- 2009 The Darwin Dilemma, voor meerdere koren en orkest - tekst: Richard Williams
- 2010 ConcertO Duo, voor dubbel slagwerk en orkest
- Echoes and Reflections
- The Chalk Legends

### Werken voor harmonieorkest
- 2000 Wasteland Wind Music, voor harmonieorkest
- 2001 Wasteland Wind Music 2, voor harmonieorkest
- 2001 Ghosts, voor harmonieorkest 
  1. The Haunting	[1]
  2. The Gray Lady
  3. The Dog of Godley[2]
  4. The Bank of England Clerk
  5. The Girl in the Tower
  6. The Oldham Coliseum Ghost
  7. The Blackpool Tram[3]
  8. The Polish Sailor
  9. Chorale
- 2002 Moving Parts, voor harmonieorkest
- 2002 Rant!, ouverture voor harmonieorkest
- 2004 The Winged Lion, voor harmonieorkest 
  1. Bucintoro
  2. Bocca Di Leone
  3. Carnevale
  4. Lido Mattinata
  5. La Serenissima
- 2005 Concert, voor klarinet en harmonieorkest
- 2007 Image in Stone (A Greek Grave Stele from the first century AD), voor mezzosopraan en harmonieorkest
  1. Image in Stone
  2. Death Be Not Proud
  3. Song
  4. On the Beach at Night
- 2009 Creation, voor groot harmonieorkest

### Missen en andere kerkmuziek
- 2001 Canticles, voor vrouwenkoor (SSAA) en orgel - tekst: Evangelie volgens Lucas "Magnificat" en "Nunc Dimitis"

### Muziektheater

#### Opera's
| Voltooid in   | titel                               | aktes       | première                                                 | libretto                                                                                   |
| ------------- | ----------------------------------- | ----------- | -------------------------------------------------------- | ------------------------------------------------------------------------------------------ |
| 1985          | The Secret Garden                   |             | Alberta, Banff Centre for Fine Arts                      | Frances Hodgson Burnett                                                                    |
| 1999          | A Thousand and One Nights           |             | 21 juli 1999                                             | Jackie Kay                                                                                 |
| 2000          | Passions                            |             | 31 augustus 2000                                         | Alice Oswald                                                                               |
| 2001          | Matins for the Virgin of Guadalupe  |             | 15 augustus 2001, Dartington International Summer School | van de componist naar Zapatista vrouwen, Ignacio de Jerusalem y Stella en Bijbelse bronnen |
| 2003          | Clockwork                           |             | 18 februari 2004, Bury St Edmunds                        | David Ward naar een roman van Philip Pullman                                               |
| 2003 rev.2005 | Names of the Dead                   |             | 2004 Londen, Battersea Arts Centre                       |                                                                                            |
| 2006          | Gentle Giant                        | 1 akte      | februari 2006, Londen, Royal Opera House Covent Garden   | Mike Kenny naar een boek van Michael Morpurgo                                              |
| 2006          | What I Heard about Iraq             |             | 8 mei 2006, Leeds, Carriageworks Theatre                 | Eliot Weinberger                                                                           |
| 2006          | Tarka the Otter                     | 2 bedrijven | 20 oktober 2006, Torrington, The two Moors Festival      | Richard Williams naar een roman van Henry Williamson                                       |
| 2007          | Strip Jack Naked (or It's All True) |             | 27 april 2007, Bournemouth, Centre Stage                 | Vicki Pepperdine                                                                           |
|               | Aesop                               |             |                                                          | Charles Causley                                                                            |

### Vocale muziek

#### Werken voor koor
- 2000 A Dickens Christmas, voor gemengd koor en piano - tekst: Tom Durley, Charles Dickens, Richard Cotton, William Blake
- 2005 The Starlight Night, voor gemengd koor
- 2006 The Song of Amergin, voor dubbelkoor
- 2007 The Heavens & the Earth, Anthem voor gemengd koor en orgel
- 2007 Weathers, voor gemengd koor en orkest - tekst: Thomas Hardy
- 2008 Near Avalon: An Ancient Journey, voor gemengd koor en orkest - tekst: William Morris en Henry Alford
- 2010 Nightingales, voor gemengd koor en kamerensemble - tekst: Robert Bridges
- Three Carols, voor gemengd koor en piano

#### Liederen
- 1982 rev.2007 Four Theatre Songs, voor sopraan en piano
- 2007 Cities of Dreams, voor bariton (solo), gemengd koor en orkest - tekst: Walt Whiteman, Rudyard Kipling en William Blake
- 2007 D'Annunzio Fragments - Farfalle di Neve, voor mezzosopraan, viool, altviool en cello
- 2008 Dissolve me into Ecstasies, voor sopraan, tenor, klavecimbel, Oboe d'amore, cello - tekst: John Milton
- 2008 I am the Song, voor hoge stem en piano - tekst: Charles Causley
- 2009 Madrigali dell'Estate, voor mezzosopraan en piano - tekst: Gabriele D'Annunzio

### Kamermuziek
- 2002 Windröschen, voor viool en piano
- 2003 Sonata (Falling Man), voor cello en piano
- 2004-2005 Song for Maria, voor strijkkwartet
- 2005 Bitterne Variations, voor fagot (of contrafagot), hoorn, trombone, viool en slagwerk
- 2005 Quintet, voor viool, altviool, cello, contrabas en piano
- 2006 Echoes and Reflections, voor 4 hoorns, 3 trompetten, 3 trombones, tuba, pauken en slagwerk
- 2008 Los Ambulantes, voor gitaar en slagwerk
- 2008 LUX, voor acht instrumenten (dwarsfluit (ook piccolo en altfluit), klarinet (ook basklarinet), trompet, slagwerk, piano, viool, altviool en cello)
- 2010 The Inevitable end of the Affair, voor kamerensemble
- An die Hoffnung - Palimpsest after Beethoven, voor dwarsfluit, klarinet, viool, altviool en cello
- Fantasie on an English Air - after Downland, voor 4 trompetten, 4 trombones en tuba

### Werken voor piano
- 2006 Pavane (In the old Way) for Doña Susanita

### Werken voor slagwerk
- Baristas, voor twee slagwerkers[4]